# Ванханен, Тату
Та́ту Ва́нханен (фин. Tatu Vanhanen; 17 апреля 1929, Вуоксенранта, Финляндия — 22 августа 2015) — финский политолог, доктор философии (по политологии), заслуженный профессор политических наук университета Тампере. Отец экс-премьер-министра Финляндии Матти Ванханена.

## Биография
Родился в Вуоксенранте (ныне — Озёрское в Выборгском районе Ленинградской области).
Тату Ванханен и Ричард Линн — соавторы двух нашумевших книг, «Коэффициент интеллекта и богатство народов» (2002) и «Коэффициент интеллекта и глобальное неравенство» (2006).
Известен также как исследователь демократии, а также тем, что разработал Индекс демократии (Economist) (Индекс Ванханена).
Неоднократно выступал с лекциями в России, в том числе в 2008 году прочитал несколько лекций в МГИМО.